# Dziwnów
Dziwnów (Berg Dievenow fino al 1945) è un comune urbano-rurale polacco del distretto di Kamień Pomorski, nel voivodato della Pomerania Occidentale.
Ricopre una superficie di 37,91 km² e nel 2005 contava 4 196 abitanti.